# Демобилизация

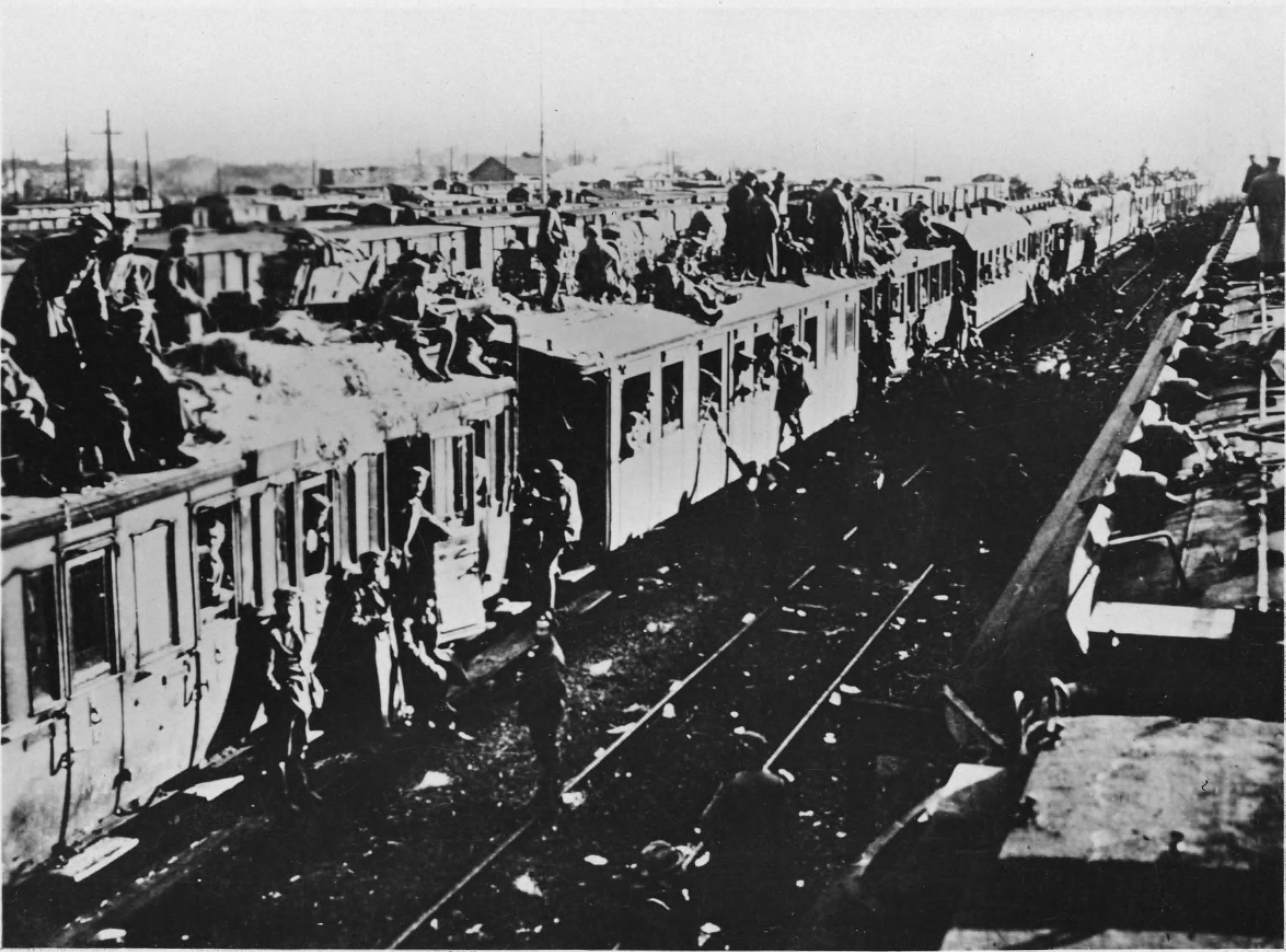
Демобилизация немецкой армии, западный фронт, 1918 год. Солдаты залезают на крыши и двери поезда, места внутри которого уже заняты другими солдатами.

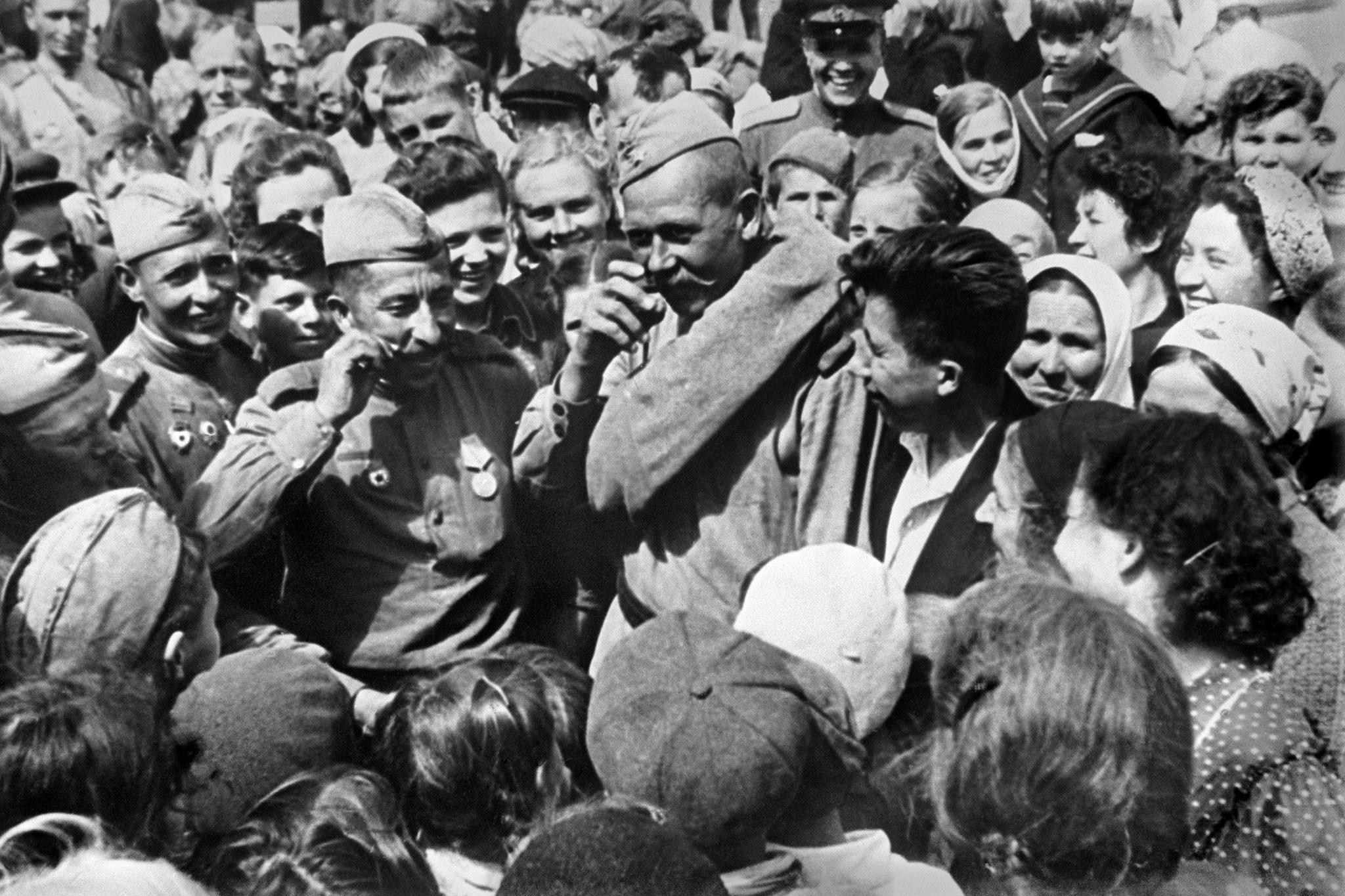
Встреча демобилизованных воинов на Ржевском вокзале, Москва, август 1945 года, фото А. Морозова.

Демобилиза́ция, демобилизирование (от фр. démobilisation, dé — отмена, mobiliser — приводить в движение; разг. «дембель») — процесс перевода вооружённых сил и экономики государства с военного положения на мирное. 
В других источниках (от фр. démobilisation, dé — от, mobil — подвижной) — роспуск войск в мирное время. Характеризуется сокращением численности вооружённых сил, расформированием штабов, воинских частей, учреждений и организаций, созданных в условиях военного времени, увольнением личного состава в запас и отставку, возвращением собственникам имущества, изъятого при мобилизации.

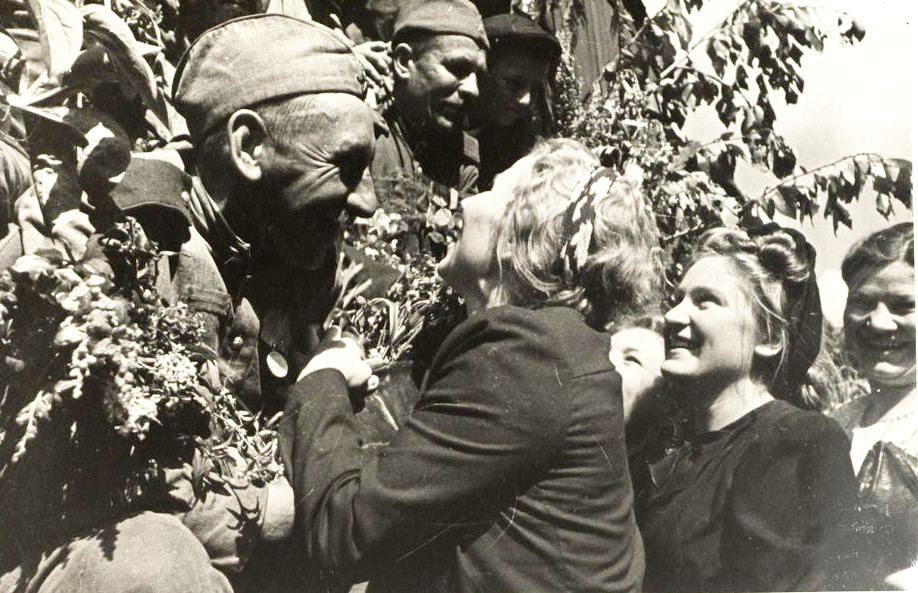
Встреча демобилизованных воинов на Ржевском (Рижском) вокзале в Москве.

Демобилизация — это процесс, прямо противоположный мобилизации.

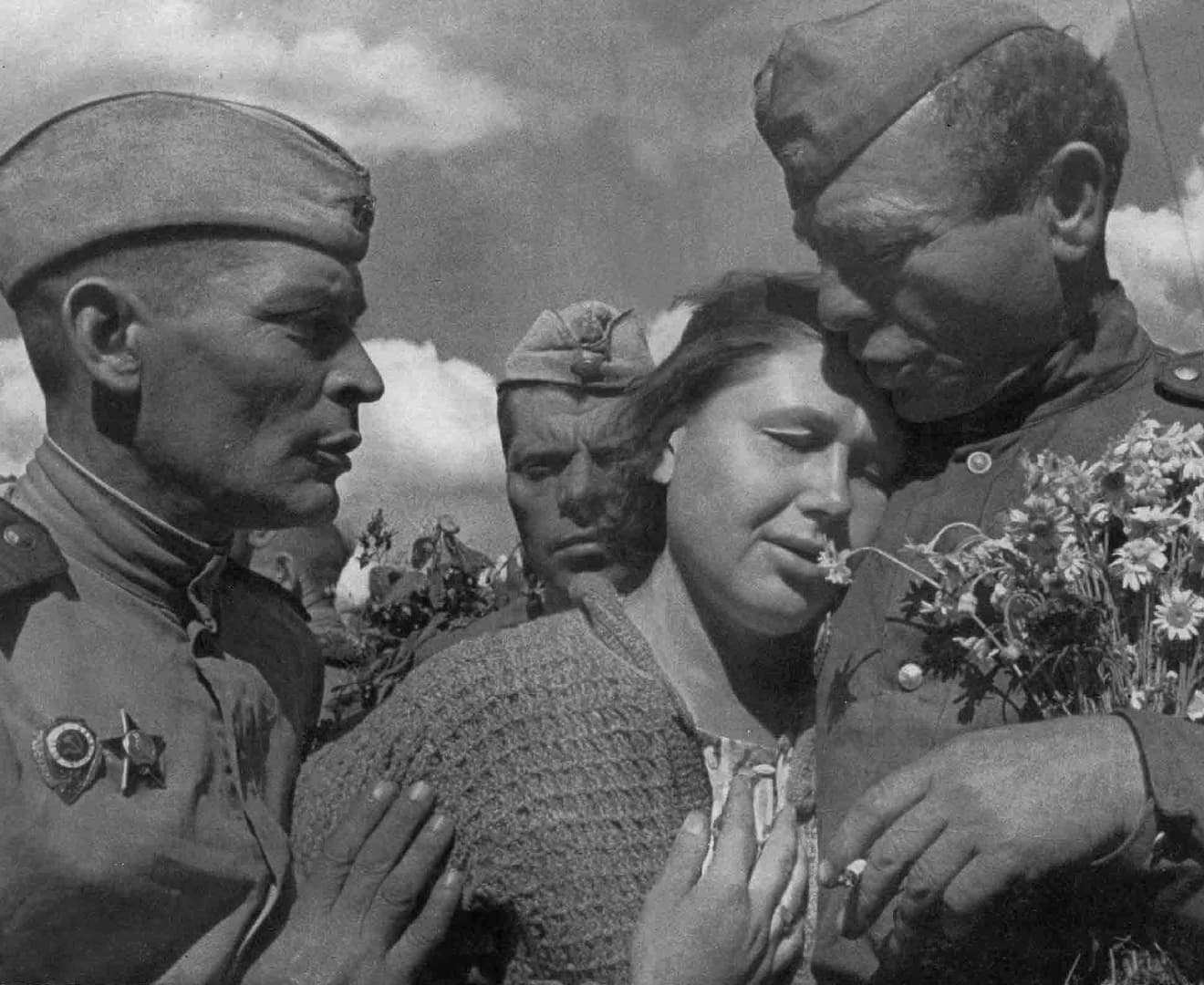
Женщина встречает демобилизовавшегося мужа-фронтовика.

## Великая Отечественная война
В связи с победоносным завершением Великой Отечественной войны против нацистской Германии, Верховный Совет Союза Советских Социалистических Республик считает необходимым провести демобилизацию старших возрастов личного состава действующей армии.

В соответствии с этим Верховный Совет Союза Советских Социалистических Республик постановляет:

1. Утвердить предложение Совета Народных Комиссаров Союза ССР о демобилизации первой очереди — тринадцати старших возрастов личного состава действующей армии.

2. Демобилизацию указанных в пункте I настоящего Закона тринадцати старших возрастов личного состава действующей армии закончить во второй половине 1945 года.

3. Перевозку демобилизуемых произвести за счёт государства до места их жительства.

4. Обеспечить демобилизуемых питанием в пути следования за счёт государства.

5. Обеспечить демобилизуемых полным комплектом обмундирования и обуви.

6. Выдать демобилизуемым единовременное денежное вознаграждение за каждый год службы в армии в период Великой Отечественной войны в следующих размерах:

а) рядовому составу всех родов войск и служб, получающему денежное содержание по общевойсковому тарифу, — годовой оклад за каждый год службы;

б) рядовому составу специальных частей и подразделений, получающему повышенное денежное содержание, — полугодовой оклад за каждый год службы;

в) сержантскому составу всех родов войск — полугодовой оклад по должностным ставкам в пределах до 900 рублей и не ниже 300 рублей за каждый год службы;

г) офицерскому составу, прослужившему в период Великой Отечественной войны:

один год — двухмесячный оклад,

два года — трёхмесячный оклад,

три года — четырёхмесячный оклад,

четыре года — пятимесячный оклад.

7. Обязать Советы Народных Комиссаров союзных и автономных республик, исполнительные комитеты краевых и областных Советов депутатов трудящихся, руководителей предприятий, учреждений и организаций в городских районах предоставлять работу демобилизованным не позднее месячного срока со дня прибытия их к месту жительства, с учётом приобретенного ими опыта и специальности в Красной Армии, но не ниже выполнявшейся ими работы до ухода в армию, а также обеспечить демобилизованных жилой площадью и топливом.

8. Обязать исполнительные комитеты районных и сельских Советов депутатов трудящихся и правления колхозов оказывать всемерную помощь возвращающимся в деревню демобилизованным из армии крестьянам в деле устройства их на работе и обзаведении хозяйством.

9. Обязать Советы Народных Комиссаров союзных и автономных республик, исполнительные комитеты краевых и областных Советов депутатов трудящихся в районах, пострадавших от немецкой оккупации, отводить бесплатно демобилизованным из Красной Армии, нуждающимся в постройке или ремонте жилищ, лесосечный фонд для заготовки строительного леса.

10. Обязать Всесоюзный банк финансирования коммунального и жилищного строительства (Цекомбанк) в районах, пострадавших от немецкой оккупации, выдавать нуждающимся демобилизованным ссуды на строительство и восстановление жилых домов в сумме от 5 до 10 тысяч рублей со сроком погашения ссуды от 5 до 10 лет.

Председатель Президиума Верховного Совета СССР М. Калинин

Секретарь Президиума Верховного Совета СССР А. Горкин

Москва, Кремль

23 июня 1945 года— Закон о демобилизации старших возрастов личного состава действующей армии, утверждённый XII сессией Верховного Совета СССР, 23 июня 1945 года.

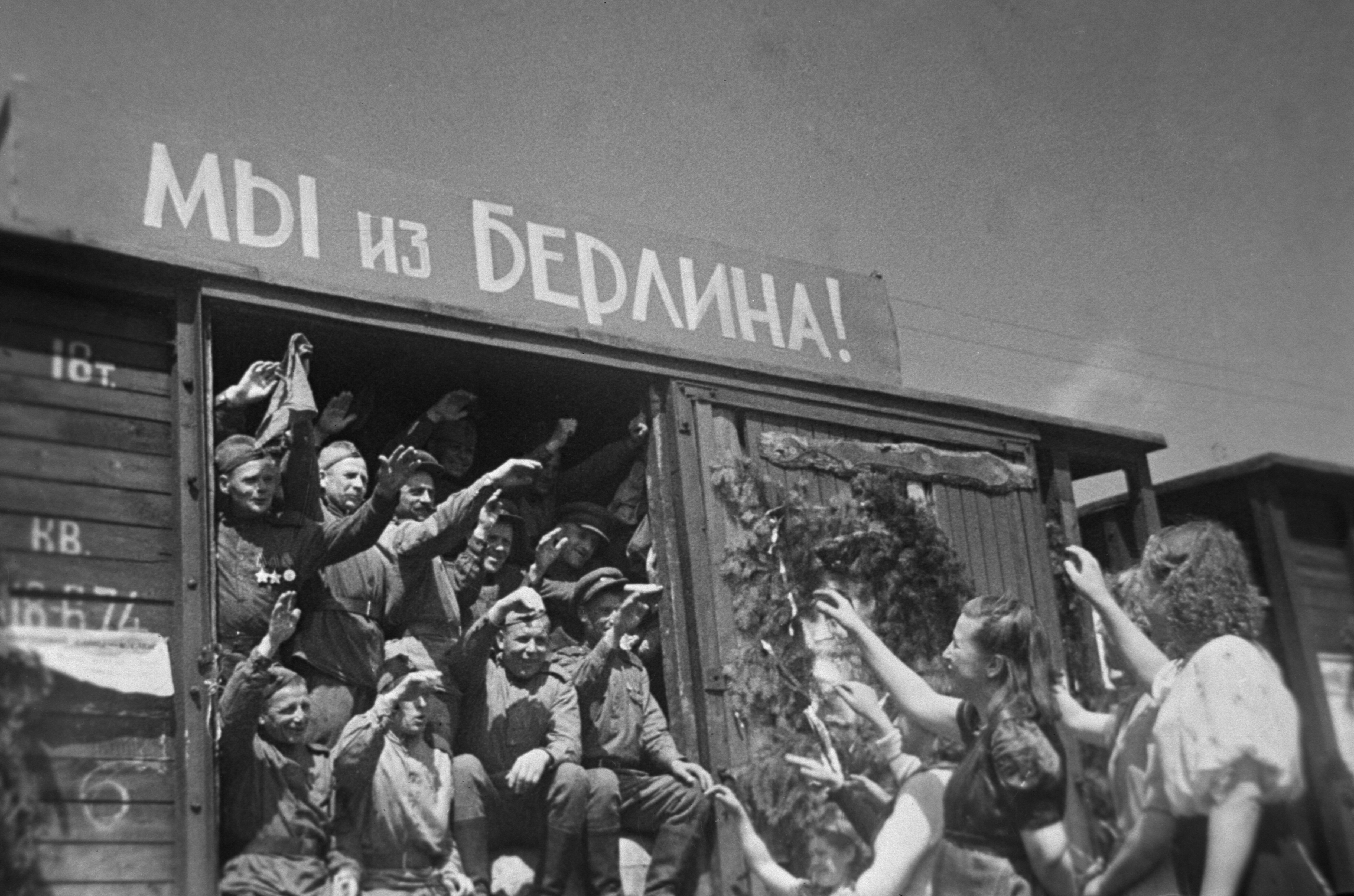
Встреча демобилизованных воинов на минском вокзале, июль 1945 года, фото В. Лупейко

В соответствии с принятым Законом СССР, от 23 июня 1945 года, о демобилизации армии, авиации и флота, произошёл последовательный перевод Вооружённых Сил СССР на штаты мирного времени. Демобилизация в СССР началась 5 июля 1945 года и завершилась 15 марта 1948 года, Вооружённые силы СССР были сокращены с более 11 000 000 до менее 3 000 000 человек личного состава, были упразднены Государственный Комитет Обороны (ГКО), Ставка Верховного Главнокомандования (СВГК) и практически все фронты (кроме Дальневосточного и Забайкальского). Количество военных округов в 1945—1946 годах уменьшилось с 33 единиц до 21. Значительно сократилось количество личного состава, вооружения и техники войск дислоцированных в Восточной Германии, Австрии, Венгрии, Чехословакии, Польше, Болгарии, Норвегии, Финляндии, Дании и Румынии. В сентябре 1945 года советские войска были выведены из Северной Норвегии, в ноябре — из Чехословакии, в апреле 1946 года — с острова Борнхольм (Дания), в декабре 1947 года — из Болгарии.
Была проведена демобилизация оборонной промышленности. Были перепрофилированы народные комиссариаты (наркомат) военной промышленности. На основе наркоматов танковой промышленности и боеприпасов были созданы наркоматы транспортного и сельскохозяйственного машиностроения. Наркомат среднего машиностроения был преобразован в Наркомат автомобильной промышленности, а Наркомат миномётного вооружения — в Наркомат машиностроения и приборостроения. Демобилизация включала в себя определение новых пропорций между отраслями промышленности, перераспределение рабочей силы и кадров занятых на производстве, изменение структуры финансирования производства. Демобилизация промышленности в СССР была проведена в рекордно короткие сроки — за 1,5 года, после окончания войны.

## В Японии
Мы демобилизуем дислоцированные за рубежом вооружённые силы и примем меры к их возвращению на родину. Если подобное будет невозможно, мы согласимся оставить личный состав в местах его настоящего пребывания. Рабочая сила может быть предложена в качестве репараций.
— Принц Ф. Коноэ, трижды занимавший должность премьер-министра Японии, и его советник генерал-лейтенант К. Сакаи, «Принципы проведения мирных переговоров», лето 1945 года.

## Отличия демобилизации и увольнения в запас

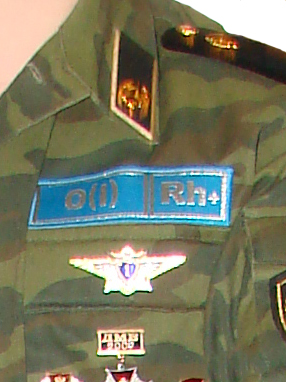
Пример «дембельской» модификации военной формы (перевёрнутая петлица, значок).

Следует различать демобилизацию и увольнение в запас военнослужащих, проходивших военную службу по призыву (в СССР — срочную службу). Оба понятия отличаются как по масштабу мероприятий, так и по целям. В Российской империи, СССР в XX веке демобилизация проводилась всего три раза — по окончании русско-японской, Гражданской и Второй мировой войн. В Российской Федерации, после распада СССР, демобилизация не проводилась ни разу.
Однако этот термин ошибочно используется для обозначения увольнения в запас после завершения действительной военной службы. В армейском сленге распространены производные от этого понятия — «дембель» (военнослужащий срочной службы, уволенный в запас, а также сам момент его увольнения), «ДМБ» (сокращение, перенятое самими военнослужащими для использования в татуировках и прочих формах художественного самовыражения).
В Вооружённых Силах СССР, России и некоторых других государств, входивших в состав СССР, подготовка к увольнению в запас неразрывно связана с проведением «дембелями» определённых неформальных ритуалов, таких как «сто дней до приказа», изготовление дембельского альбома, выполнение дембельского аккорда, дембельская пачка (Пачка сигарет, как правило собственноручно художественно оформленная, сигареты в ней пронумерованы. Эту пачку военнослужащий начинает выкуривать каждый день по одной за 20 дней до дембеля, так, чтобы в день дембеля выкурить последнюю; у некурящих военнослужащих в качестве дембельской пачки может использоваться, к примеру, коробка конфет вместо пачки сигарет) и так далее, иногда с нарушением воинской дисциплины. Военная форма одежды уволенных в запас украшается дополнительными атрибутами. Культ увольнения в запас нашёл своё отражение во многих современных художественных фильмах, музыкальных произведениях и литературе.